# صفر و ایکس (بازی ویدئویی)
بازی ویدئویی «صفر و ایکس»، از سری بازی‌های تخته‌ای و فکری می‌باشد که در سال ۱۹۸۶ توسط شرکت «رابتک» و در کشور انگلستان برای رایانه‌های کمودور ۱۶، کمودور پلاس/۴ و کمودور ۶۴ تولید گردید. 
این بازی در واقع نسخه سه بعدی از سری Tic-Tac-Toe یا بازی فکری ایکس او می‌باشد. 

## گیم پلی
هدف از این بازی پر کردن یک ردیف افقی یا ستون عمودی یا مورب در جدول توسط بازیباز با حرف ایکس است، قبل از آنکه حریف (کامپیوتر) موفق به انجام این کار شود.
این بازی برخلاف جدول‌های استاندارد که دارای سه ردیف و سه ستون می‌باشند، شامل چهار ردیف افقی و عمودی است. 
این بازی به صورت رایگان اکنون قابل بارگذاری می‌باشد 

## حداقل سیستم مورد نیاز
- حافظه رَم : ۱۶ کیلوبایت
- تعداد بازیباز : یک نفر
- ورودی : صفحه کلید [۵]